# Graptomyza alabeta
Graptomyza alabeta är en tvåvingeart som beskrevs av Seguy 1948. Graptomyza alabeta ingår i släktet Graptomyza och familjen blomflugor. Inga underarter finns listade i Catalogue of Life.